# Надашди, Адам
Адам Надашди (венг. Nádasdy Ádám; род. 15 февраля 1947, Будапешт) — венгерский лингвист и поэт. Он является почётным профессором Школы английских и американских исследований гуманитарного факультета Университета Этвеша Лоранда в Будапеште. Он специализируется на постгенеративной фонологической теории, морфофонологии, английской и германской исторической лингвистике, разновидностях и диалектах английского языка, а также на английской средневековой литературе и идишской филологии.
Он имеет степени магистра искусств по английскому и итальянскому языкам (1970, ELTE), доктора наук по английской лингвистике (1977, ELTE) и доктора философии по лингвистике (1994, Венгерская академия наук, MTA). Он владеет венгерским (родной), английским, немецким, итальянским и французским языками. Он вел постоянную колонку в журнале Magyar Narancs, популяризируя лингвистику.
Надашди перевёл пьесы Шекспира на венгерский язык (часто рассматриваемые как новаторские после «классических» переводов Яноша Арани и других), а именно: «Комедия ошибок», «Сон в летнюю ночь», «Укрощение строптивой», «Гамлет», «Ромео и Джульетта», «Двенадцатая ночь», «Как вам это понравится» и «Буря». Его новый венгерский перевод «Божественной комедии» Данте был опубликован в 2016 году.
В ноябре 2003 года он прочитал лекцию на тему «Почему меняется язык?» в научном телесериале «Университет всех знаний» с участием учёных.

## Личная жизнь
Надашди является геем и находится в зарегистрированном партнёрстве со своим партнером, хирургом-ортопедом Марком, с которым заключил партнерство в Англии.